# هزارتو (مینی‌سریال)
هزارتو (انگلیسی: Labyrinth) یک مینی‌سریال تاریخی بریتانیایی است که در سال ۲۰۱۲ منتشر شد.

## بازیگران
- تام فلتون
- ونسا کربی
- جسیکا براون فیندلی
- سباستین استن
- ایمان الیوت
- تونی کارن
- جان هرت
- کتی مک‌گراث
- جان لینچ
- متیو بیرد
- کلاودیا جرینی
- جنت سوزمن